# Передельский, Георгий Ефимович
Гео́ргий Ефи́мович Переде́льский (25 марта [7 апреля] 1913, Томская губерния — 21 ноября 1987, Москва) — советский военачальник. Командующий Ракетными войсками и артиллерией Сухопутных войск СССР (1969—1983). Маршал артиллерии (1973).

## Биография
Родился 25 марта (7 апреля) 1913 год в деревне Орловка Каинского уезда Томской губернии (со второй половины 1970-х годов не существует, ныне территория Чулымского района Новосибирской области). В 1928 году окончил школу первой ступени в соседней деревне Новогеоргиевка. Несколько лет работал на строительстве цинкового завода в городе Белово, затем на этом заводе водителем электрокара. С 1931 года учился на рабфаке Томского государственного университета.
В декабре 1934 года призван в Красную Армию. Срочную службу проходил в 73-м артиллерийском полку Сибирского военного округа (Омск), затем в роте обеспечения учебного процесса Омской военной объединённой школы имени М. В. Фрунзе, по личному желанию зачислен в курсанты этой школы и окончил её в 1937 году. С ноября 1937 года служил в 54-м артиллерийском полку 54-й стрелковой дивизии Ленинградского военного округа (Кандалакша) — командир взвода полковой школы, командир батареи, с июля 1938 года — начальник штаба артиллерийского дивизиона. С марта 1939 года — помощник начальника штаба 86-го артиллерийского полка 54-й стрелковой дивизии, в этой должности участвовал в советско-финской войне. Член ВКП(б) с 1939 года.

### Великая Отечественная война
Почти всю Великую Отечественную войну провёл на Карельском фронте. С июня 1941 года был помощником начальника штаба, с декабря 1941 года — начальником штаба 327-го артиллерийского полка 186-й (Полярной) стрелковой дивизии, с апреля 1942 года — начальником разведывательного отделения штаба артиллерии 32-й армии. С февраля 1943 года до конца войны — командир 928-го артиллерийского полка в 367-й стрелковой дивизии. Участвовал в обороне Карелии и Заполярья, в Свирско-Петрозаводской и Петсамо-Киркенесской наступательных операциях.

### Послевоенная служба

Могила Г. Е. Передельского на Кунцевском кладбище.

После войны продолжил службу в Советской Армии. В 1948 году окончил Высшую офицерскую артиллерийскую штабную школу. Служил начальником отдела штаба артиллерии Беломорского военного округа, после его переименования в июне 1951 года в Северный военный округ — на той же должности в этом военном округе. С октября 1953 года — начальник штаба артиллерии Северного военного округа, с июля 1959 года — командующий артиллерией Северного военного округа. В 1957 году окончил Высшие академические курсы при Высшей военной академии имени К. Е. Ворошилова.
С июля 1960 года — начальник ракетных войск и артиллерии 3-й общевойсковой армии Группы советских войск в Германии. С августа 1962 года — начальник ракетных войск и артиллерии Закавказского военного округа. В 1965 году заочно окончил Военную академию имени М. В. Фрунзе.
С мая 1965 года — заместитель командующего, а с июля 1969 года — командующий Ракетными войсками и артиллерией Сухопутных войск (РВиА СВ). Генерал-полковник артиллерии (29.04.1970). Воинское звание маршала артиллерии присвоено 5 ноября 1973 года. На посту командующего проявил себя активнейшим сторонником развития средств автоматизации управления РВиА СВ. По его заданиям велись непрерывные научные разработки в артиллерийских академиях страны и НИИ Минобороны, было создано несколько научных школ по различным направлениям артиллерийской науки, в том числе «Автоматизация управления РВиА», а автоматизированная подсистема управления РВиА СВ как составная часть общевойсковой автоматизированной системы управления в своём развитии опережала все другие подсистемы.
С июня 1983 года — военный инспектор-советник Группы Генеральных инспекторов Министерства обороны СССР. Жил в Москве. Кроме командной работы много занимался развитием вопросов применения артиллерии и ракетных войск в боевых условиях. Автор ряда книг и учебных пособий. Председатель редакционной коллегии капитального исторического труда «Отечественной артиллерии — 600 лет» (издан в 1986 году). 
Скончался 21 ноября 1987 года. Похоронен на Кунцевском кладбище Москвы.

## Награды
- Орден Ленина
- Орден Октябрьской Революции
- Три ордена Красного Знамени (05.06.1942, 03.11.1950, …)
- Орден Кутузова 1-й степени (04.11.1981)
- Орден Суворова 3-й степени (13.11.1944)
- Орден Отечественной войны 1-й степени (11.03.1985);
- Орден Красной Звезды
- Орден «За службу Родине в Вооружённых Силах СССР» 3-й степени
- Медаль «За боевые заслуги» (30.04.1945);
- Медаль «За оборону Советского Заполярья» (1944);
- Другие медали СССР

Иностранные ордена и медали
- Орден «9 сентября 1944 года» I степени с мечами (Болгария, 14.09.1974)
- Орден Возрождения Польши IV класса (Офицерский крест) (Польша, 06.10.1973)
- Орден «За боевые заслуги» (Монголия, 06.07.1971)
- Медаль «100 лет Освобождения Болгарии от османского рабства» (Болгария)
- Медаль «90 лет со дня рождения Георгия Димитрова» (Болгария, 1974)
- Медаль «30 лет Победы над фашистской Германией» (Болгария, 1975)
- Медаль «20-я годовщина Революционных Вооруженных сил Кубы» (Куба)
- Медаль «30-я годовщина Революционных Вооруженных сил Кубы» (Куба, 1986)
- Медаль «Братство по оружию» в золоте (ГДР)
- Медаль «За укрепление дружбы по оружию» в золоте (ЧССР, 20.03.1970)
- Медаль «30 лет освобождения Чехословакии Советской Армией» (ЧССР, 29.08.1974)
- Медаль «50 лет Монгольской Народной Армии» (МНР, 15.03.1971)
- Медаль «50 лет Монгольской Народной Революции» (МНР, 16.12.1971)
- Медаль «30 лет Победы над милитаристской Японией» (МНР, 08.01.1976)

## Память
- 1 октября 2019 года имя маршала артиллерии Г. Е. Передельского присвоено 60-му учебному ордена Красной Звезды центру боевого применения ракетных войск и артиллерии[6].
- 20 ноября 2020 года на здании Михайловской военной артиллерийской академии торжественно открыта мемориальная доска маршалу артиллерии Г. Е. Передельскому[7].

## Публикации
- Передельский Г. Е., Токмаков А. И., Хорошилов Г. Т. Артиллерия в бою и операции (по опыту Великой Отечественной войны). — М.: Воениздат, 1980. — 136 с. — 15 000 экз.
- Артиллерийский дивизион в бою. — М.: Воениздат, 1984. — 216 с.[8]
- Маршал артиллерии К. П. Казаков (К 70-летию со дня рождения) // Военно-исторический журнал. — 1972. — № 11. — С. 126—128.
- Советская артиллерия // Военно-исторический журнал. — 1975. — № 5. — С. 57—63.
- Артиллерийское наступление в армейских операциях // Военно-исторический журнал. — 1976. — № 11. — С. 12—19.
- Борьба с артиллерией противника (в соавт. с Хорошиловым Г.) // Военно-исторический журнал. — 1978. — № 6. — С. 21—29.
- Особенности боевого применения артиллерии в битве под Курском // Военно-исторический журнал. — 1983. — № 7. — С. 12—18.
- Боевое применение артиллерии в Петсамо-Киркенесской операции // Военно-исторический журнал. — 1984. — № 10. — С. 17—21.